# 750g
750g est un site internet de cuisine francophone appartenant au groupe Webedia. Il a été créé en 2004 par Jean-Baptiste Duquesne. Il propose des recettes de cuisine qui sont soit publiées par deux chefs cuisiniers, Damien Duquesne et Christophe Dovergne, soit partagées par les membres du site. Les recettes peuvent aussi être notées et commentées par les internautes.

## Historique et contenus
Le site internet 750g.com a été créé en 2004 par Jean-Baptiste Duquesne. Le site propose alors aux internautes un choix de recettes à consulter, en permettant de les coter et d'y laisser des commentaires. Les internautes peuvent aussi partager leurs recettes en les publiant sur le site.
En 2006, le site est rejoint par deux chefs cuisiniers et enseignants dans des lycées hôteliers : Damien Duquesne et Christophe Dovergne,. Ils contribuent au site sous le nom de « Chef Damien » et « Chef Christophe » en créant des recettes, en répondant aux questions des internautes. En novembre 2008, l'équipe de 750g organise la première édition du salon du blog culinaire à Soissons. Cet évènement a lieu annuellement,. 
En 2011, le 750g.com est le deuxième site internet de cuisine en termes de visites, après marmiton.org.
Le site est racheté en 2014 par le groupe Webedia (Allociné, jeuxvidéo.com, etc.), filiale de Fimalac,.
En 2015, Damien Duquesne lance un restaurant nommé « 750g La Table ». Celui-ci est situé rue du Vaugirard à Paris (XVe arrondissement) et fonctionne en interaction avec les internautes qui choisissent les plats qui figurent sur le menu,,.